# 岡崎藩
岡崎藩（日语：／ Okazaki han */?）是日本的一個藩，位於三河國，藩廳是岡崎城。

## 歷史
1602年，本多康重由上野白井藩，移封到岡崎，成立岡崎藩。1649年水野家移封到這裡。1762年，水野忠任獲加封肥前唐津藩。繼任是下野國古河藩松平康福，1769年本多忠肅繼承。本多氏管治到明治時代為止。

## 藩主

### 本多家
譜代5萬石→5萬5000石
1. 本多康重
2. 本多康紀
3. 本多忠利
4. 本多利長

### 水野家
譜代、5萬石→6萬石
1. 水野忠善
2. 水野忠春
3. 水野忠盈
4. 水野忠之
5. 水野忠輝
6. 水野忠辰
7. 水野忠任

### 松井松平家
譜代、5萬400石
1. 松平康福

### 本多家
譜代、5萬石
1. 本多忠肅
2. 本多忠典
3. 本多忠顕
4. 本多忠考
5. 本多忠民
6. 本多忠直